# Доленє Брдо
Доленє Брдо (словен. Dolenje Brdo) — поселення в общині Гореня вас-Поляне, Горенський регіон, Словенія. Висота над рівнем моря: 628,7 м.